# 島田裕子
島田裕子（しまだ ゆうこ）は、日本の法学者。専門は労働法。学位は、法務博士（専門職）。京都大学教授。

## 来歴
京都大学法学部卒業。2009年、同大学大学院法学研究科法曹養成専攻（法科大学院）修了。学位は、法務博士（専門職）。弁護士になろうと思い、法科大学院に進学していたが、労働法をおもしろく感じ、教員から研究者になるアドバイスをされたこともあり、研究者となる。2009年 同大学法学研究科助教。2012年 同大学法学研究科准教授。2024年 同大学法学研究科教授。

## 著書

### 論文
- （ドイツ労働法における三つの一般的な平等法理 : 使用者、協約当事者、事業所委員会の平等取扱義務の内容と変化）『法学論叢192巻 第1-6号』（京都大学法学会、2023年3月）
- （「ポジティブ・アクションと女性活躍推進 (特集 性に関する雇用平等と企業活動)」）『ジュリスト=Monthly Jurist』（有斐閣、2022年12月）
- （「有期労働者の賃金に関する労契法20条の不合理性判断」）『民商法雑誌155巻 第2号』（有斐閣、2019年6月）
- （「『同一労働同一賃金』の法政策」）『日本労働法学会誌 132巻』（日本労働法学会、2019年5月）
- （「労契法20条で比較対象となる無期契約労働者の範囲」）『民商法雑誌154巻 第4号』（有斐閣、2018年10月）
- （「労働者の誠実義務・基本権・公益 ーー衝突しあう価値の緊張関係の中にあるドイツの内部告発者に関する法ーー」）『民商法雑誌151巻 第4-5号』（有斐閣、2015年1月）
- （「対象者選別基準の説明不足により雇止めを無効とした例」）『民商法雑誌151巻 第2号』（有斐閣、2014年11月）
- （「無効な解雇と不法行為に基づく逸失利益の賠償請求」）『民商法雑誌149巻 第1号』（有斐閣、2013年10月）
- （「就業規則の不利益変更に関する労働者の合意の効力」）『民商法雑誌142巻 第4-5号』（有斐閣、2011年5月）